# Iron Report (Aleš Veselý)
Iron Report (1979) je soubor tří samostatných soch Aleše Veselého, umístěný v městském parku průmyslového města Bochum (Adresa: Stadtpark Bochum, Kurfürstenstraße). Největší z nich je vysoká 750 cm a váží 40 tun.

## Popis a souvislosti

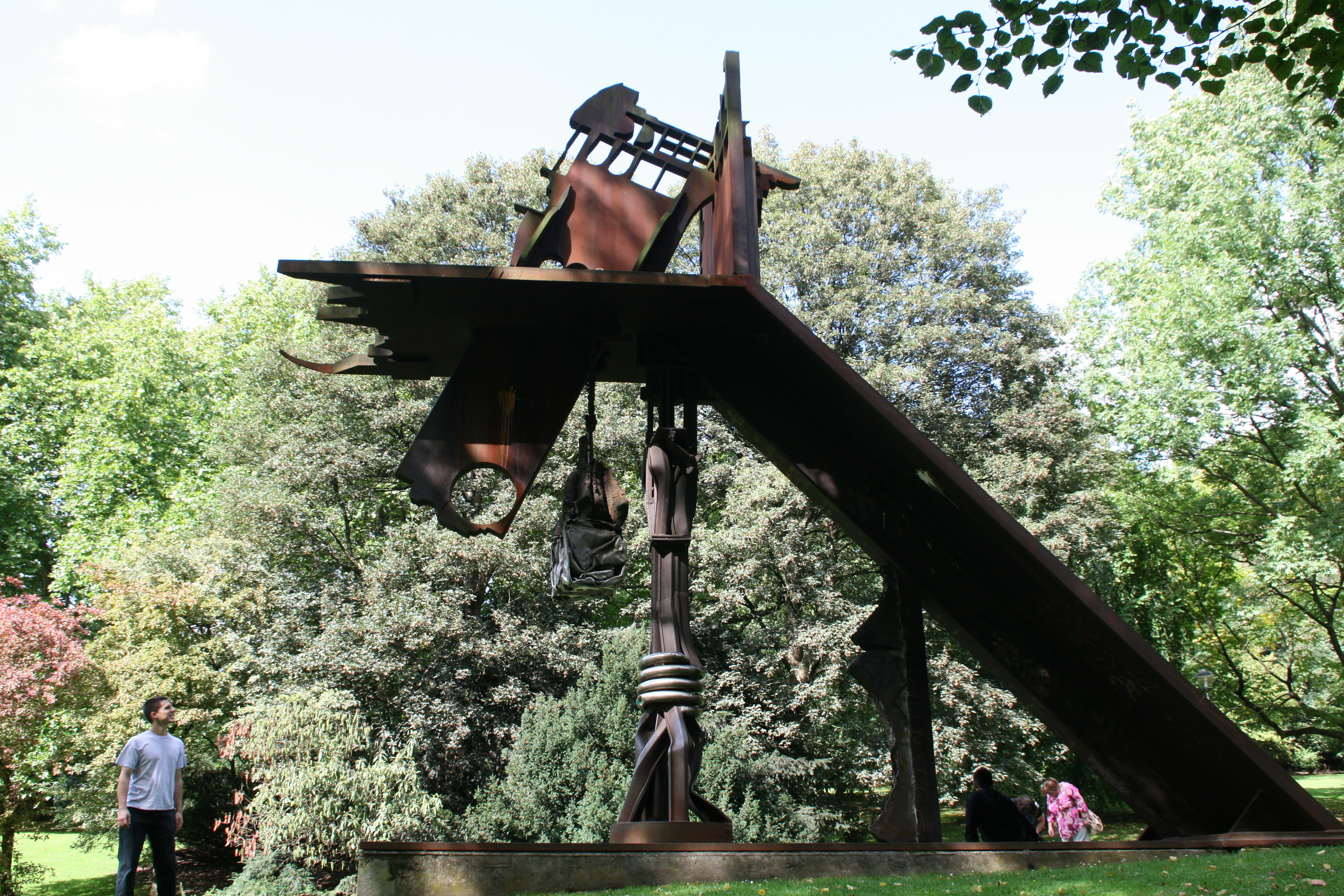
Iron Report I

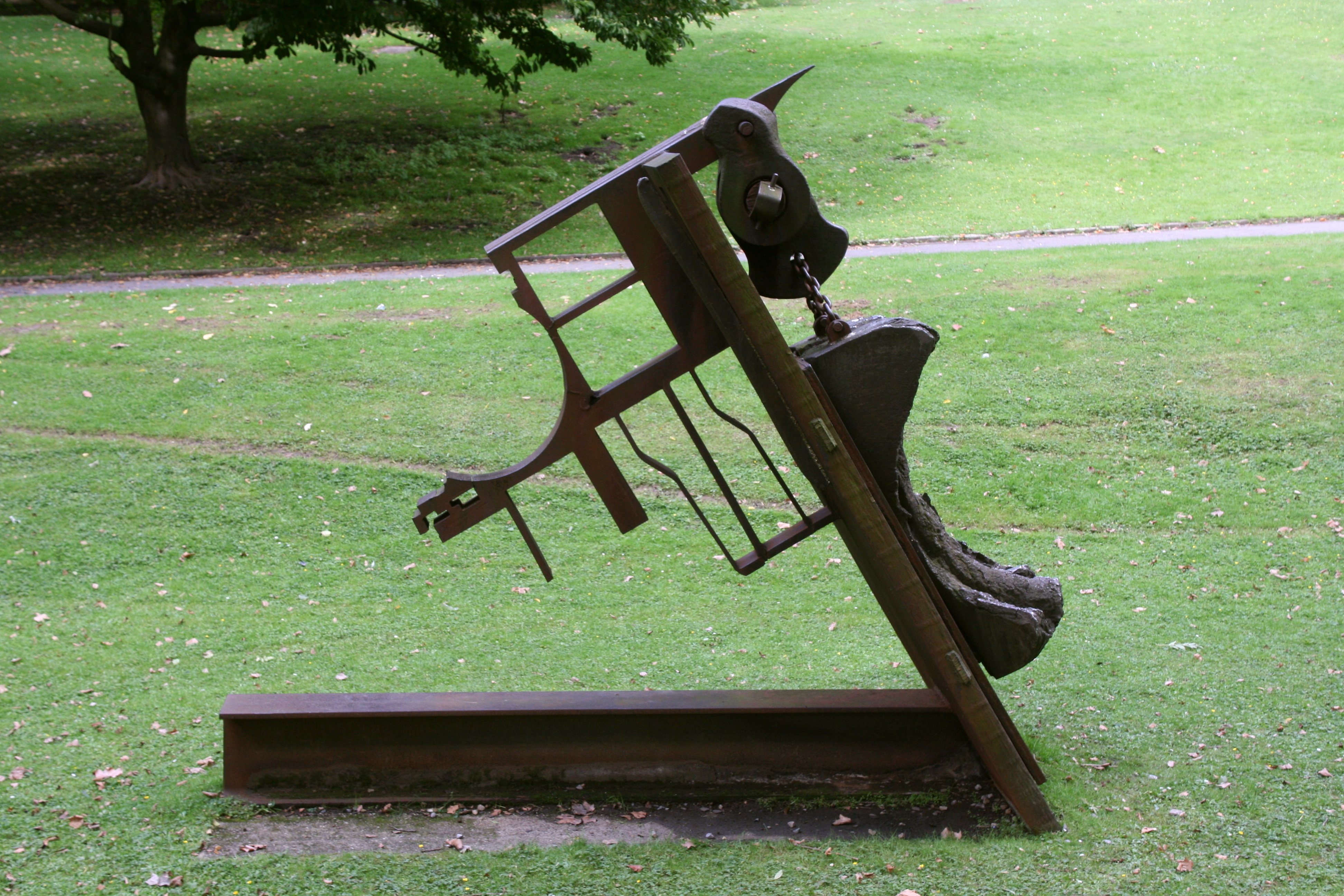
Iron Report II

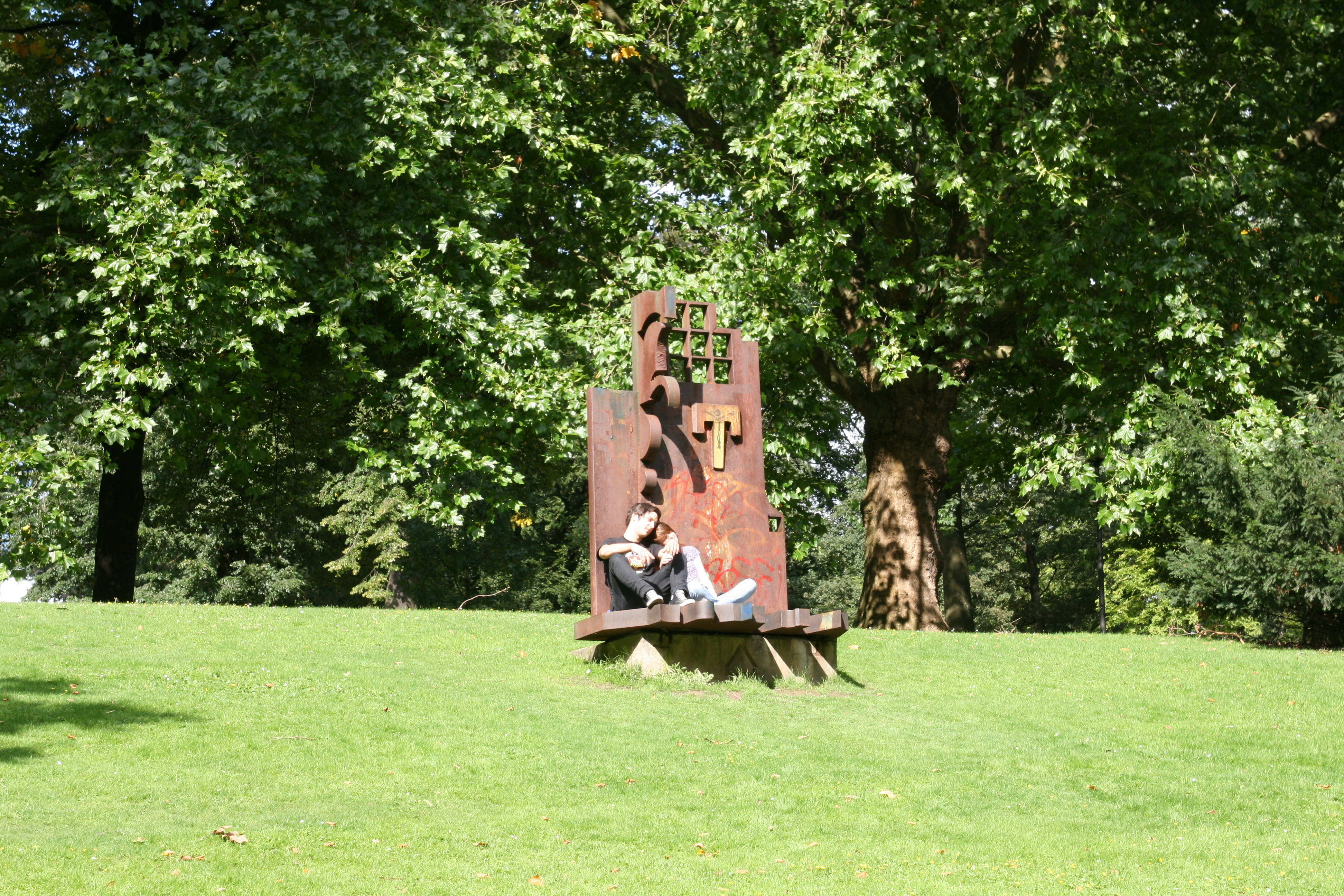
Iron Report III

Tři objekty z řezaných a svařovaných železných plátů, částí jeřábů, formovaného železa, sloupů, navijáků, řetězů, odlitků. Velikost: I: 750 x 900 x 220 cm, II: 280 x 220 x 110 cm, III: 380 x 360 x 180 cm. Objekty jsou rozmístěny ve zvlněném terénu parku a jejich mohutné formy s vnitřní dynamikou nabízejí zvláštní estetický účinek v kontrastu s přírodou.
Sochy vznikly v roce 1979 během několikaměsíčního sochařského sympozia v Bochumu, na které pozval Aleše Veselého a dalších pět sochařů ředitel tamního muzea Petr Spielmann. Většinu materiálu a pracovní prostředky poskytla místní Heintzmanova železárna a sochař dostal naprostou volnost při ztvárnění soch. Část surovin pocházela od firmy Krupp a dalšího místního podniku. Oproti ostravskému sympoziu, kde vznikl Kaddish, byl ale k dispozici jiný materiál – většinou velké pláty železa o síle 12–18 cm a bylo nutné přímo na místě změnit původní koncepci. Po výběru místa pro instalaci vytvořil Aleš Veselý na místě během jednoho měsíce asi 500 přípravných kreseb.
Aleš Veselý se od většiny svých současníků odlišuje jedinečným rysem – je jím jeho velkorysý záběr prostoru. Díla směřují k architektonickému rozměru, jejich hmotnost je zkrušující a závratná a tím podtrhují naši vlastní křehkost.
Monumentální plastiky Aleše Veselého se zaměřují na zkoumání důsledků váhy a protiváhy, neboli příčiny a následku. Aby mohly být realizovány, vyžadují bezprostřední práci s technikou – autor se se však zároveň dominanci techniky vzpírá a hovoří o základní lidské potřebě svobody a nesmírné odvaze a vzdoru, které s sebou takový boj nese. Veselého „nebezpečí“ je skutečné i metaforické – uvědomuje si následky použití tun oceli a experimentování s tlakem, protitlakem a břemenem. Využívá oceli jako symbolu brutální síly, aby vyjádřil univerzální a prapůvodní pocity.
Aleš Veselý se v díle Iron Report soustřeďuje na čistě sochařské problémy. Zbavuje se v mnohém předchozího vypravěčského patosu, který občas zastíral tektonickou strukturu a zabývá se otázkami váhy hustoty a nepropustnosti hmoty.
Během bochumského sympozia, které mělo značnou publicitu, oslovili Aleše Veselého zástupci města Hamm a navrhli, aby vytvořil podobnou monumentální sochu pro uliční fasádu tamní střední školy. Zájem získat jeho dílo do veřejného prostoru projevilo také město Hattingen, kde měl Aleš Veselý vytvořit memento na místě bývalé synagogy, vypálené během Křišťálové noci. Sochu v Hammu ze svařované nerezové oceli o výšce 12 m a váze 15 tun vytvořil Aleš Veselý v roce 1980. K realizaci v Hattingen nedošlo v důsledku změny vnitropolitických poměrů po německých volbách.